# Clássico de Mil Caracteres

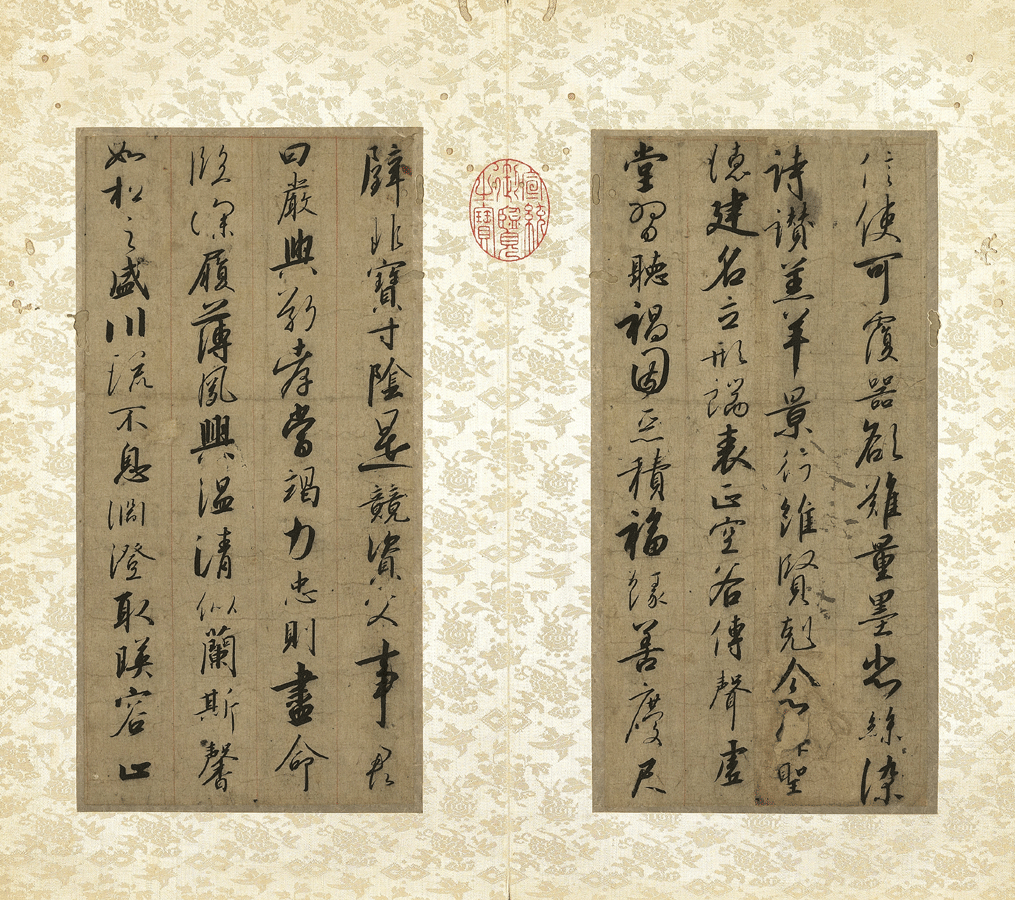
Um trabalho caligráfico intitulado Um Autêntico "Clássico de Mil Caracteres", dinastia Song

O Clássico de Mil Caracteres (chinês: 千字文; pinyin: Qiānzì wén), também conhecido como o Texto de Mil Caracteres, é um poema chinês que tem sido usado como uma cartilha para ensinar caracteres chineses para crianças a partir do século VI em diante. Ele contém exatamente mil caracteres, cada um usado apenas uma vez, organizados em 250 linhas de quatro caracteres cada e agrupados em estrofes de quatro linhas rimadas para facilitar a memorização. É cantado, semelhante a canções do alfabeto para sistemas de escrita fonética. Junto com o Clássico de Três Caracteres e os Cem Sobrenomes de Família, formaram a base do treinamento tradicional de alfabetização na Sinosfera.
A primeira linha é Tian di xuan huang (chinês tradicional: 天地玄黄; chinês simplificado: 天地玄黄; pinyin: Tiāndì xuán huáng; Jyutping: Tin1 dei6 jyun4 wong4; lit. 'Céu terra escuro amarelo') e a última linha, Yan zai hu ye (焉哉乎也; Yān zāi hū yě; Yin1 zoi1 fu4 jaa5) explica o uso das partículas gramaticais yan, zai, hu e ye.

## História

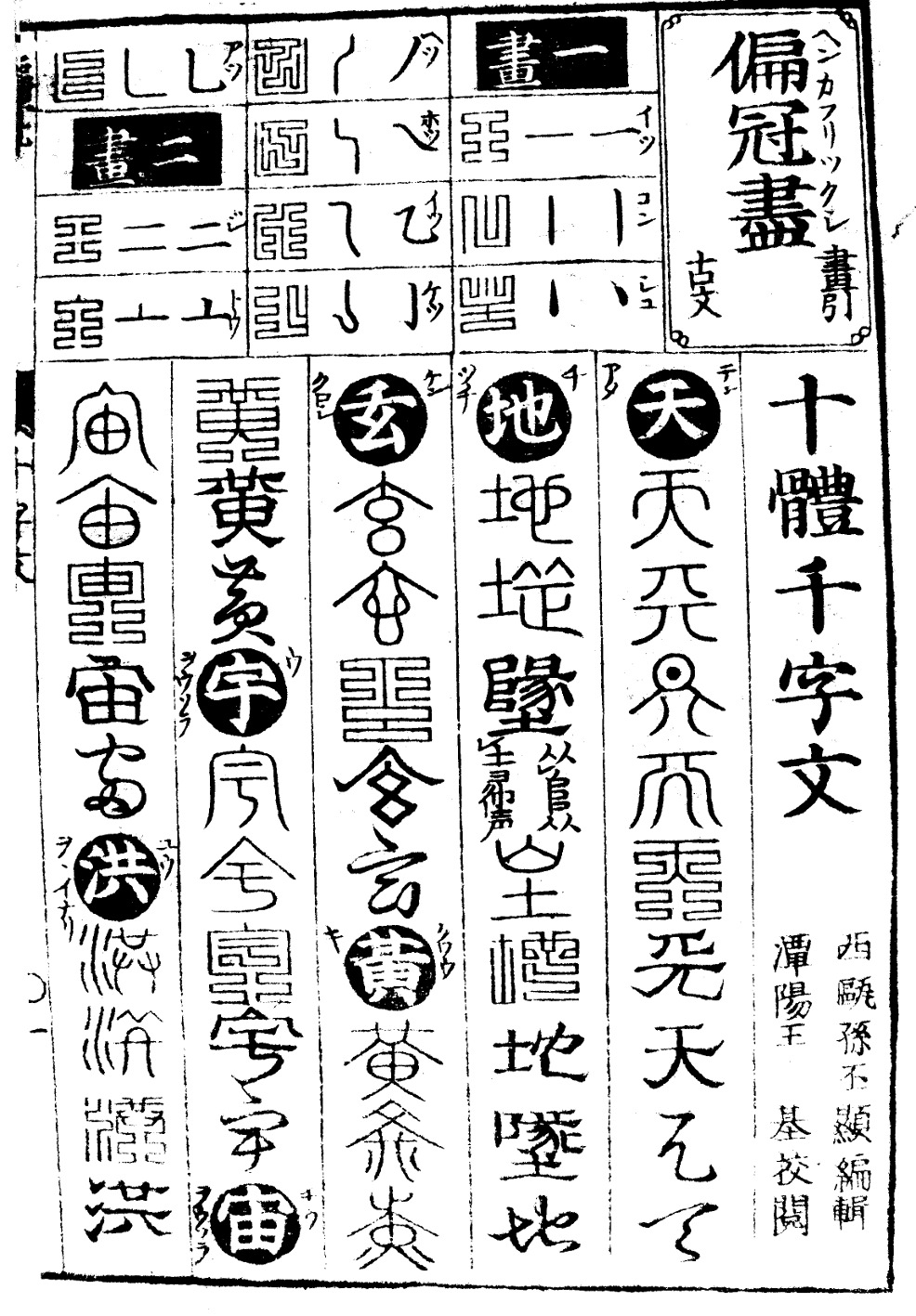
Clássico de Mil Caracteres usado como dicionário de estilo, com cada caractere dado um estilo indiferente em cada coluna – publicação japonesa de 1756

Há várias histórias sobre a origem da obra. Uma diz que o Imperador Wu da dinastia Liang (r. 502–549) encomendou a Zhou Xingsi (chinês tradicional: 周興嗣; chinês simplificado: 周兴嗣; pinyin: Zhōu Xìngsì, 470–521) a composição deste poema para seu príncipe praticar caligrafia. Outra diz que o imperador ordenou a Wang Xizhi, um famoso calígrafo, que escrevesse mil caracteres e os entregasse a Zhou como um desafio para transformá-los em uma ode. Outra história é que o imperador ordenou que seus príncipes e oficiais da corte compusessem ensaios e ordenou que outro ministro os copiasse em mil pedaços de papel, que ficaram misturados e embaralhados. Zhou recebeu a tarefa de restaurar esses pedaços à sua ordem original. Ele trabalhou tão intensamente para terminar de fazer isso durante a noite que seu cabelo ficou completamente branco.
O Clássico de Mil Caracteres é entendido como um dos textos mais lidos na China no primeiro milênio. A popularidade do livro na dinastia Tang é demonstrada pelo fato de que havia cerca de 32 cópias encontradas nas escavações arqueológicas de Dunhuang. Na dinastia Song, uma vez que todas as pessoas alfabetizadas poderiam ser consideradas como tendo memorizado o texto, a ordem de seus caracteres era usada para colocar documentos em sequência da mesma forma que a ordem alfabética é usada em línguas alfabéticas.
O Reino Uigur Budista de Qocho usou o Clássico de Mil Caracteres e o Qieyun e foi escrito que "Na cidade de Qocho havia mais de cinquenta mosteiros, todos os títulos dos quais são concedidos pelos imperadores da dinastia Tang, que mantêm muitos textos budistas como Tripitaka, Tangyun, Yupuan, Jingyin etc."
Nas dinastias que se seguiram à Song, o Clássico de Três Caracteres, Cem Sobrenomes de Família e o Clássico de Mil Caracteres passaram a ser conhecidos coletivamente como San Bai Qian (Três, Cem, Mil), a partir do primeiro caractere em seus títulos. Eles eram os textos introdutórios de alfabetização quase universais para estudantes, quase exclusivamente meninos, de origens de elite e até mesmo para vários moradores comuns. Cada um estava disponível em muitas versões, impressos a baixo custo e disponíveis para todos, uma vez que não foram substituídos. Quando um aluno memorizava todos os três, ele conseguia reconhecer e pronunciar, embora não necessariamente escrever ou entender o significado de, aproximadamente 2.000 caracteres (havia alguma duplicação entre os textos). Como o chinês não usava um alfabeto, esta era uma maneira eficaz, embora demorada, de dar um "curso intensivo" em reconhecimento de caracteres antes de passar a entender textos e escrever caracteres.
Durante a dinastia Song, o renomado estudioso do neoconfucionismo Zhu Xi, inspirado pelos três clássicos, escreveu Xiaoxue ou Aprendizagem Elementar.

## Caligrafia
Devido ao fato de que o Clássico de Mil Caracteres contém mil caracteres chineses únicos, e sua ampla circulação, ele tem sido altamente favorecido por calígrafos em países do Leste Asiático. De acordo com o Catálogo Caligráfico Xuanhe (宣和画谱), a coleção imperial de Song do Norte incluiu vinte e três obras autênticas do calígrafo da dinastia Sui Zhiyong (um descendente de Wang Xizhi), quinze das quais eram cópias do Clássico dos Mil Caracteres.
Calígrafos chineses como Chu Suiliang, Sun Guoting, Zhang Xu, Huaisu, Mi Yuanzhang (Song do Norte), Imperador Gaozong de Song do Sul, Imperador Huizong de Song, Zhao Mengfu e Wen Zhengming têm obras caligráficas notáveis do Clássico dos Mil Caracteres. Manuscritos desenterrados em Dunhuang também contêm fragmentos de prática do Clássico dos Mil Caracteres, indicando que, no máximo, por volta do século VII, o uso do Clássico dos Mil Caracteres para praticar caligrafia chinesa já havia se tornado bastante difundido.

## Japão
Diz-se que Wani, um estudioso chinês-baekje semilendário, traduziu o Clássico dos Mil Caracteres para o japonês, juntamente com 10 livros dos Analectos de Confúcio, durante o reinado do Imperador Ōjin (r. 370?-410?). No entanto, esse suposto evento precede a composição do Clássico dos Mil Caracteres. Isso faz com que muitos presumam que o evento seja simplesmente ficção, mas alguns acreditam que ele é baseado em fatos, talvez usando uma versão diferente do Clássico dos Mil Caracteres.

## Coreia
O Clássico dos Mil Caracteres tem sido usado como uma cartilha para aprender caracteres chineses por muitos séculos. Não se sabe quando o Clássico dos Mil Caracteres foi introduzido na Coreia.
O livro é notado como uma força principal — junto com a introdução do budismo na Coreia — por trás da introdução de caracteres chineses na língua coreana. Hanja era o único meio de escrever coreano até que a escrita Hangul foi criada sob a direção do Rei Sejong, o Grande, no século XV; no entanto, mesmo após a invenção do Hangul, a maioria dos estudiosos coreanos continuou a escrever em Hanja até o final do século XIX.
O Clássico dos Mil Caracteres como uma cartilha de escrita para crianças começou em 1583, quando o Rei Seonjo ordenou que Han Ho (1544–1605) entalhasse o texto em blocos de impressão de madeira.
O Clássico dos Mil Caracteres tem sua própria forma de representar os caracteres chineses. Para cada caractere, o texto mostra seu significado (Hanja coreano: 訓; saegim ou hun) e som (Hanja coreano: 音; eum). O vocabulário para representar os saegim permaneceu inalterado em todas as edições, apesar da evolução natural da língua coreana desde então. No entanto, nas edições Clássico dos Mil Carácteres Gwangju e Clássico dos Mil Carácteres Seokbong, ambas escritas no século XVI, há uma série de significados diferentes expressos para o mesmo caractere. Os tipos de mudanças de saegim em Clássico dos Mil Carácteres Seokbong para aqueles em Clássico dos Mil Carácteres Gwangju se enquadram aproximadamente nas seguintes categorias:
1. Definições se tornaram mais generalizadas ou mais concretas quando o escopo semântico de cada caractere foi alterado
2. Definições anteriores foram substituídas por sinônimos
3. Partes do discurso nas definições foram alteradas

A partir dessas mudanças, substituições entre coreano nativo e sino-coreano podem ser encontradas. Geralmente, presume-se que "vocabulários raros de saegim" sejam anteriores ao século XVI, pois acredita-se que eles podem ser uma forma fossilizada do vocabulário coreano nativo ou afetados pela influência de um dialeto regional na província de Jeolla.
O estudioso sênior sul-coreano, Daesan Kim Seok-jin (Hangul coreano: 대산 김석진), expressou a importância do Clássico de Mil Caracteres contrastando a ciência concreta ocidental e a metafísica asiática e o pensamento orientado para a origem em que "são os poemas coletados da natureza do cosmos e as razões por trás da vida humana".
Os primeiros 44 caracteres do Clássico de Mil Caracteres foram usados no verso de algumas moedas de dinheiro Sangpyeong Tongbo da moeda mun coreana para indicar números de fornalha ou "série".

## Vietnã

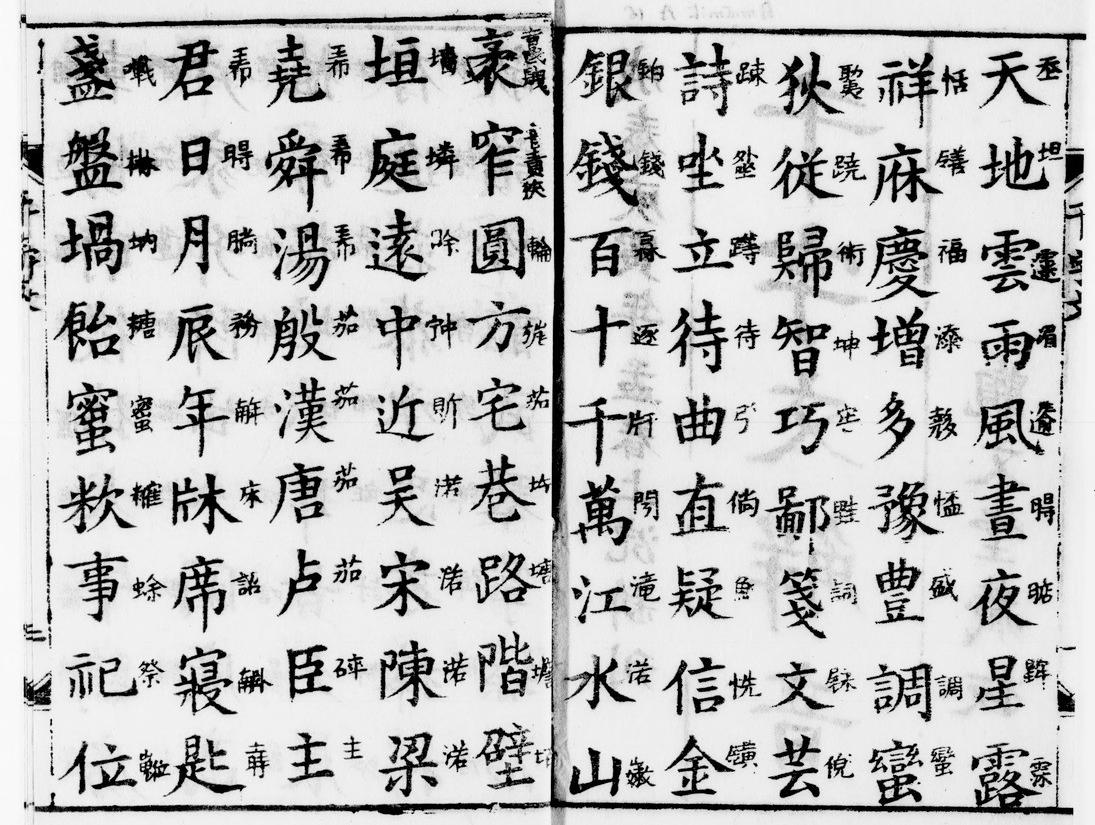
A versão vietnamita do Clássico dos Mil Caracteres mudou para a forma de verso vietnamita lục bát, anotada com chữ Nôm.

Há uma versão do Clássico de Mil Caracteres que foi alterada para a forma de verso lục bát (chữ Hán: 六八) vietnamita. O texto em si é chamado Thiên tự văn giải âm (chữ Hán: 千字文解音), e foi publicado em 1890 por Quan Văn Đường (chữ Hán: 觀文堂). O texto é anotado com caracteres chữ Nôm, por exemplo, o caractere 地 é anotado com seu equivalente chữ Nôm 坦. Como foi alterado para a forma de verso lục bát, muitos caracteres são alterados, como na primeira linha,
| Texto original | Transliteração vietnamita | Texto vietnamita | Alfabeto vietnamita              |
| -------------- | ------------------------- | ---------------- | -------------------------------- |
| 天地玄黃       | Thiên địa huyền hoàng     | 天𡗶地坦雲𩄲     | Thiên trời địa đất vân mây       |
| 宇宙洪荒       | Vũ trụ hồng hoang         | 雨湄風𩙌晝𣈜夜𣈘 | Vũ mưa phong gió trú ngày dạ đêm |

## Textos manchu
Vários textos manchu diferentes do Clássico de Mil Caracteres são conhecidos hoje. Todos eles usam a escrita manchu para transcrever caracteres chineses. Eles são utilizados em pesquisas sobre fonologia chinesa.
O Man han ciyan dzi wen (chinês simplificado: 满汉千字文; chinês tradicional: 滿漢千字文; pinyin: Mǎn hàn qiān zì wén; Jyutping: mun5 hon3 cin1 zi6 man4) escrito por Chen Qiliang (chinês simplificado: 沉启亮; chinês tradicional: 沈啓亮; pinyin: Chénqǐliàng; Jyutping: cam4 kai2 loeng6), contém texto chinês e transcrição fonética manchu. Esta versão foi publicada durante o reinado do Imperador Kangxi.
Outro texto, o Qing Shu Qian Zi Wen (chinês simplificado: 清书千字文; chinês tradicional: 清書千字文; pinyin: Qīngshū qiān zì wén; Jyutping: cing1 syu1 cin1 zi6 man4) de You Zhen (chinês: 尤珍; pinyin: Yóu Zhēn; Jyutping: jau4 zan1), foi publicado em 1685 como um suplemento ao Baiti Qing Wen (chinês simplificado: 百体清文; chinês tradicional: 百體清文; pinyin: Bǎi tǐ qīngwén; Jyutping: baak3 tai2 cing1 man4). Ele fornece transcrição manchu sem o chinês original. É conhecido por ser referenciado pelo estudioso japonês Ogyū Sorai para estudos manchus já no século XVIII.
O ciyan dzi wen sem data, que é propriedade da Biblioteca Nacional da França, é uma variante do Qing Shu Qian Zi Wen. Acredita-se que tenha sido usado pelo escritório de tradução da Dinastia Joseon da Coreia. Ele contém transcrição Hangul para manchu e chinês. É valioso para o estudo da fonologia manchu.

## Variantes de texto
O texto do Qiānzì Wén não está disponível em uma versão padronizada e autorizada. A comparação de várias edições manuscritas, impressas e eletrônicas mostra que elas não contêm exatamente os mesmos 1.000 caracteres. Em muitos casos, as diferenças dizem respeito apenas a pequenas variações gráficas (por exemplo, caractere nº 4, 黃 ou 黄, ambos huáng "amarelo"). Em outros casos, os caracteres variantes são bem diferentes, embora ainda associados à mesma pronúncia e significado (por exemplo, caractere nº 123, 一 ou 壹, ambos yì "um"). Em alguns casos, os caracteres variantes representam pronúncias e significados diferentes (por exemplo, caractere nº 132, 竹 zhú "bambu" ou 樹 shù "árvore"). Essas variantes textuais não são observadas ou discutidas em nenhuma edição existente do texto em um idioma ocidental. Na verdade, mesmo o texto anexado a este artigo difere do texto apresentado no Wikisource em 25 lugares (nos. 123 一/壹, 132 竹/樹, 428 郁/鬱, 438 彩/綵, 479 群/羣, 482 稿/稾, 554回/迴, 617 岳/嶽, 619 泰/恆, 643 綿/緜, 645 岩/巖/, 693 鑒/鑑, 733 沉/沈/, 767 蚤/早, 776 搖/颻, 787玩/翫, 803 餐/飡, 846 筍/笋, 849 弦/絃, 852 宴/讌, 854 杯/盃, 881 箋/牋, 953 璿/璇, 980 庄/莊). Uma edição crítica do texto do Qiānzì Wén, baseada nos melhores manuscritos e fontes impressas, ainda não foi tentada.

## Texto
| 1                    | 2                    | 3                    | 4                    | 5                    | 6                    | 7                    |
| 天地玄黃，宇宙洪荒。 | 龍師火帝，鳥官人皇。 | 蓋此身髮，四大五常。 | 都邑華夏，東西二京。 | 治本於農，務茲稼穡。 | 耽讀玩市，寓目囊箱。 | 布射僚丸，嵇琴阮嘯。 |
| 日月盈昃，辰宿列張。 | 始制文字，乃服衣裳。 | 恭惟鞠養，豈敢毀傷。 | 背邙面洛，浮渭據涇。 | 俶載南畝，我藝黍稷。 | 易輶攸畏，屬耳垣牆。 | 恬筆倫紙，鈞巧任釣。 |
| 寒來暑往，秋收冬藏。 | 推位讓國，有虞陶唐。 | 女慕貞絜，男效才良。 | 宮殿盤郁，樓觀飛驚。 | 稅熟貢新，勸賞黜陟。 | 具膳餐飯，適口充腸。 | 釋紛利俗，竝皆佳妙。 |
| 閏餘成歲，律呂調陽。 | 弔民伐罪，周發殷湯。 | 知過必改，得能莫忘。 | 圖寫禽獸，畫彩仙靈。 | 孟軻敦素，史魚秉直。 | 飽飫烹宰，飢厭糟糠。 | 毛施淑姿，工顰妍笑。 |
| 雲騰致雨，露結為霜。 | 坐朝問道，垂拱平章。 | 罔談彼短，靡恃己長。 | 丙舍傍啟，甲帳對楹。 | 庶幾中庸，勞謙謹敕。 | 親戚故舊，老少異糧。 | 年矢每催，曦暉朗曜。 |
| 金生麗水，玉出崑岡。 | 愛育黎首，臣伏戎羌。 | 信使可覆，器欲難量。 | 肆筵設席，鼓瑟吹笙。 | 聆音察理，鑒貌辨色。 | 妾御績紡，待巾帷房。 | 璿璣懸斡，晦魄環照。 |
| 劍號巨闕，珠稱夜光。 | 遐邇一體，率賓歸王。 | 墨悲絲染，詩讚羔羊。 | 升階納陛，弁轉疑星。 | 貽厥嘉猷，勉其祗植。 | 紈扇圓潔，銀燭煒煌。 | 指薪修祜，永綏吉劭。 |
| 果珍李柰，菜重芥姜。 | 鳴鳳在竹，白駒食場。 | 景行維賢，克念作聖。 | 右通廣內，左達承明。 | 省躬譏誡，寵增抗極。 | 晝眠夕寐，藍筍象床。 | 矩步引領，俯仰廊廟。 |
| 海咸河淡，鱗潛羽翔。 | 化被草木，賴及萬方。 | 德建名立，形端表正。 | 既集墳典，亦聚群英。 | 殆辱近恥，林皋幸即。 | 弦歌酒宴，接杯舉觴。 | 束帶矜庄，徘徊瞻眺。 |
|                      |                      | 空谷傳聲，虛堂習聽。 | 杜稿鍾隸，漆書壁經。 | 兩疏見機，解組誰逼。 | 矯手頓足，悅豫且康。 | 孤陋寡聞，愚蒙等誚。 |
|                      |                      | 禍因惡積，福緣善慶。 | 府羅將相，路俠槐卿。 | 索居閒處，沉默寂寥。 | 嫡後嗣續，祭祀烝嘗。 | 謂語助者，焉哉乎也。 |
|                      |                      | 尺璧非寶，寸陰是競。 | 戶封八縣，家給千兵。 | 求古尋論，散慮逍遙。 | 稽顙再拜，悚懼恐惶。 |                      |
|                      |                      | 資父事君，曰嚴與敬。 | 高冠陪輦，驅轂振纓。 | 欣奏累遣，慼謝歡招。 | 箋牒簡要，顧答審詳。 |                      |
|                      |                      | 孝當竭力，忠則盡命。 | 世祿侈富，車駕肥輕。 | 渠荷的歷，園莽抽條。 | 骸垢想浴，執熱願涼。 |                      |
|                      |                      | 臨深履薄，夙興溫凊。 | 策功茂實，勒碑刻銘。 | 枇杷晚翠，梧桐蚤凋。 | 驢騾犢特，駭躍超驤。 |                      |
|                      |                      | 似蘭斯馨，如松之盛。 | 磻溪伊尹，佐時阿衡。 | 陳根委翳，落葉飄搖。 | 誅斬賊盜，捕獲叛亡。 |                      |
|                      |                      | 川流不息，淵澄取映。 | 奄宅曲阜，微旦孰營。 | 游鵾獨運，凌摩絳霄。 |                      |                      |
|                      |                      | 容止若思，言辭安定。 | 桓公匡合，濟弱扶傾。 |                      |                      |                      |
|                      |                      | 篤初誠美，慎終宜令。 | 綺回漢惠，說感武丁。 |                      |                      |                      |
|                      |                      | 榮業所基，藉甚無竟。 | 俊乂密勿，多士寔寧。 |                      |                      |                      |
|                      |                      | 學優登仕，攝職從政。 | 晉楚更霸，趙魏困橫。 |                      |                      |                      |
|                      |                      | 存以甘棠，去而益詠。 | 假途滅虢，踐土會盟。 |                      |                      |                      |
|                      |                      | 樂殊貴賤，禮別尊卑。 | 何遵約法，韓弊煩刑。 |                      |                      |                      |
|                      |                      | 上和下睦，夫唱婦隨。 | 起翦頗牧，用軍最精。 |                      |                      |                      |
|                      |                      | 外受傅訓，入奉母儀。 | 宣威沙漠，馳譽丹青。 |                      |                      |                      |
|                      |                      | 諸姑伯叔，猶子比兒。 | 九州禹跡，百郡秦并。 |                      |                      |                      |
|                      |                      | 孔懷兄弟，同氣連根。 | 岳宗泰岱，禪主云亭。 |                      |                      |                      |
|                      |                      | 交友投分，切磨箴規。 | 雁門紫塞，雞田赤城。 |                      |                      |                      |
|                      |                      | 仁慈隱惻，造次弗離。 | 昆池碣石，鉅野洞庭。 |                      |                      |                      |
|                      |                      | 節義廉退，顛沛匪虧。 | 曠遠綿邈，岩岫杳冥。 |                      |                      |                      |
|                      |                      | 性靜情逸，心動神疲。 |                      |                      |                      |                      |
|                      |                      | 守真志滿，逐物意移。 |                      |                      |                      |                      |
|                      |                      | 堅持雅操，好爵自縻。 |                      |                      |                      |                      |